# Premi Emmy 1955
La cerimonia dei Premi Emmy 1955, nota retroattivamente come 7ª edizione dei Primetime Emmy Awards (7th Primetime Emmy Awards), si è tenuta  al Moulin Rouge Nightclub di Hollywood (Los Angeles) il 7 marzo 1955.
La cerimonia fu presentata da Steve Allen e trasmessa dalla NBC. Fu la prima cerimonia degli Emmy a essere trasmessa in televisione.

## Primetime Emmy Awards

### Migliore show o serie drammatica
- The United States Steel Hour
- Four Star Playhouse
- Medic
- The Philco Television Playhouse
- Studio One

### Migliore show o serie gialla, di azione o di avventura
- Dragnet
- Foreign Intrigue
- I Led Three Lives
- Racket Squad
- Waterfront

### Migliore serie comica
- Make Room for Daddy
- The George Burns and Gracie Allen Show
- Lucy ed io (I Love Lucy)
- Mister Peepers
- Our Miss Brooks
- Private Secretary

### Migliore serie western o di avventura
- Stories of the Century
- Adventures of Wild Bill Hickok
- Annie Oakley
- Death Valley Days
- The Roy Rogers Show

### Migliore attore protagonista in una serie drammatica
- Danny Thomas – Make Room for Daddy
- Richard Boone – Medic
- Robert Cummings – My Hero
- Jackie Gleason – The Jackie Gleason Show
- Jack Webb – Dragnet

### Migliore attrice protagonista di uno show o di una serie televisiva
- Loretta Young – Letter to Loretta
- Gracie Allen – The George Burns and Gracie Allen Show
- Eve Arden – Our Miss Brooks
- Lucille Ball – Lucy ed io
- Ann Sothern – Private Secretary

### Migliore attore non protagonista di uno show o di una serie televisiva
- Art Carney – The Jackie Glesaon Hour
- Ben Alexander – Dragnet
- Don DeFore – The Adventures of Ozzie & Harriet
- William Frawley – Lucy ed io
- Gale Gordon – Our Miss Brooks

### Migliore attrice non protagonista di uno show o di una serie televisiva
- Audrey Meadows – The Jackie Gleason Show
- Brea Benaderet – The George Burns and Gracie Allen Show
- Jean Hagen – Make Room for Daddy
- Marion Lorne – Mister Peepers
- Vivian Vance – Lucy ed io

### Miglior attore protagonista in un singolo episodio di uno show o di una serie televisiva
- Robert Cummings – Studio One | Episodio: Twelve Angry Men
- Frank Lovejoy – Lux Video Theatre | Episodio: Double Indemnity
- Thomas Mitchell – The Ford Television Theatre | Episodio: The Good of His Soul
- Fredrich March – The Best of Broadway | Episodio: The Royal Family
- Fredrich March – Shower of Stars | Episodio: A Christmas Carol
- David Niven – Four Star Playhouse | Episodio: The Answer

### Miglior attrice protagonista in un singolo episodio di uno show o di una serie televisiva
- Judith Anderson – Hallmark Hall of Fame | Episodio: Macbeth
- Ethel Barrymore – Climax! | Episodio: The Thirteenth Chair
- Beverly Garland – Medic | Episodio: White Is the Color
- Ruth Hussey – Lux Video Theatre | Episodio: Craig's Wife
- Dorothy McGuire – Climax! | Episodio: The Gioconda Smile
- Eva Marie Saint – The Philco Television Playhouse | Episodio: Middle of the Night
- Claire Trevor – Lux Video Theatre | Episodio: Ladies in Retirement

### Migliore regia di una serie televisiva
- Studio One – Franklin J. Schaffner per l'episodio Twelve Angry Men
- Four Star Playhouse – Roy Kellino per l'episodio The Answer
- Letter to Loretta – Robert Florey per l'episodio The Clara Schumann Story
- The United States Steel Hour – Alex Segal
- Waterfront – Ted Post per l'episodio Christmas on the Waterfront
- Your Hit Parade – Clark Jones

### Migliore sceneggiatura per una serie drammatica
- Studio One – Reginald Rose per l'episodio Twelve Angry Men
- Climax – David Dortort per l'episodio An Error In Chemistry
- Four Star Playhouse – Leonard Freeman per l'episodio The Answer
- Medic – James E. Moser per l'episodio White Is The Color
- The Philco Television Playhouse – Paddy Chayefsky

### Migliore sceneggiatura per una serie comica o commedia
- The George Gobel Show – James B. Allardice, Jack Douglas, Hal Kanter e Harry Winkler
- The Jack Benny Program – George Balzer, Milt Josefsberg, Sam Perrin e John Tackaberry
- The Jackie Gleason Show – Jackie Gleason
- Lucy ed io – Jess Oppenheimer, Bob Carroll Jr. e Madelyn Davis
- Make Room for Daddy – Danny Thomas
- Mister Peepers – James Fritzell e Everett Greenbaum